# Zuata (Venezuela)
Pour les articles homonymes, voir Zuata.
Zuata est la capitale de la paroisse civile de Zuata de la municipalité de José Félix Ribas de l'État d'Aragua au Venezuela.